# Габер, Иван Иванович
Иван Иванович Габер (пол. Jan Gaber; 3 декабря 1903, Опочка — 18 сентября 1990) — генерал-майор инженерных войск СССР, генерал бригады Народного Войска Польского.

## Биография
Поляк. Окончил среднюю школу, в рядах РККА с 1920 года. Участник Гражданской войны в 1920—1921 годах на Южном фронте. Окончил офицерскую школу инженерных войск в Москве, командир взвода, роты, батальона сапёров. В 1932—1936 году — слушатель инженерно-строительного факультета Военно-инженерной академии имени Куйбышева в Москве, после служил командиром сапёрного полка. В годы Великой Отечественной войны — участник сражений на Юго-Западном и Сталинградском фронтах. С июля по август 1942 года — командир 21-й инженерно-сапёрной бригады, с ноября 1942 по август 1944 года — командир 14-й Новгород-Северской инженерно-сапёрной бригады на 1-м Белорусском фронте.
В составе 14-й бригады подполковник Габер участвовал в боях на Гомельском направлении и форсирования реки Десны, а 2 сентября 1943 года был тяжело ранен под Новгородом-Северским, который был взят 16 сентября силами Центрального фронта, а уже 30 сентября 14-я бригада начала строительство 30-тонного моста через реку Сож для дальнейшего продвижения 65-й армии. Указом Президиума ВС СССР от 14 февраля 1944 года подполковник Иван Иванович Габер был награждён Орденом Суворова II степени «за чёткость организации и обеспечения переправ через реку Десна»: в сентябре его бригада построила три 30-тонных моста и один 13-тонный мост, которые помогли частям быстро занять город Новгород-Северский. Его бригада также получила почётное наименование Новгород-Северской приказом ВГК от 16 сентября 1943 года.
В сентябре 1944 года Габер был отправлен в Войско Польское в звании полковника, где сначала был заместителем командующего 2-й польской армии по инженерным войскам, а в сентябре стал начальником отдела инженерно-сапёрных войск 2-й польской армии. Он организовал инженерные войска 2-й армии и участвовал с ними в боях до самого окончания войны. 14 декабря 1945 года указом Государственного народного совета произведён в бригадные генералы Войска Польского.
После войны Габер был начальником инженерного отделения при командовании Познанского военного округа. С января 1946 по октябрь 1947 годов — начальник Офицерской инженерно-сапёрной школы Войска Польского во Вроцлаве. В 1947 году некоторое время был командующим 2-м Военным округом. Занимался разминированием польской территории между Одрой и Нисой-Лужицкой. 6 ноября 1947 года вернулся в СССР и был назначен заместителем начальника инженерных войск Прикарпатского военного округа. В 1955 году назначен начальником инженерных войск Воронежского военного округа, в отставку вышел в 1958 году.
Похоронен на Лесном кладбище Воронежа.

## Награды

### СССР
- орден Ленина (30 апреля 1946)[5]
- четыре ордена Красного Знамени (5 декабря 1943, 3 ноября 1944[5], 9 июня 1945, 17 мая 1951[5])
- орден Суворова II степени (16 сентября 1943, указ от 14 февраля 1944)
- два ордена Отечественной войны I степени (29 июня 1945 и 11 марта 1985[6])
- орден Красной Звезды (21 февраля 1942)
- медали

### Польша
- орден Virtuti Militari V степени (1945)
- орден «Крест Грюнвальда» III степени (1945)
- офицерский крест Ордена Возрождения Польши (1945)
- золотой Крест Заслуги (1946)
- медали